# Vena lingual
La vena lingual es un vaso sanguíneo del cuerpo humano que recoge la sangre venosa que procede de la lengua, y desemboca en la vena yugular interna, bien directamente o a través del tronco venoso tirolinguofaringofacial.
La vena lingual está formada por la unión de varias ramas que son:
- Vena profunda de la lengua. Circula acompañando a la arteria lingual.
- Venas dorsales de la lengua. Tal como indica su nombre, se sitúan en la porción dorsal o inferior de la lengua, circulan justo por debajo de la mucosa.
- Venas raninas. Están situadas a ambos lados del frenillo de la lengua, pueden verse bajo la mucosa como dos líneas de tono azulado. Se dirigen de adelante hacia atrás acompañadas del nervio hipogloso mayor.[2][3]